# The Stillness of the Wind
『The Stillness of the Wind』は、イギリスのインディーゲームスタジオLambic Studiosが開発し、2019年2月7日に発売されたゲームソフト。

## 概要
大平原の片隅にある小農場で一人暮らしをする老婆タルマ（Talma）に焦点を当て、彼女が最期を迎えるまでの生活が静かに描かれる作品。開発元のLambic Studiosは、本作と同様のシステムやグラフィックを用いたソフト『Where The Goats Are』を2017年にリリースしており、本作はその内容を発展させたものとなっている。
Lambic Studiosの”Memory of God”ことCoyan Cardenasは本作のテーマが「郷愁と喪失」であると語り、影響を受けた作品として、アンドレイ・タルコフスキー監督映画『ノスタルジア』、タル・ベーラ監督映画『ニーチェの馬』、ガブリエル・ガルシア＝マルケスの小説『百年の孤独』を挙げている。

## あらすじ
平原の小農場ではかつてタルマの一族や隣人たちが暮らしていたが、経年とともに彼らは都市部へ移り住み、今ではタルマ一人が残されている。農耕や家畜の世話などを行い日々を過ごすタルマのもとには旧知の行商人が度々訪れ、家族たちからの手紙が届けられる。手紙には彼らや街の近況が綴られているが、その内容は、回を重ねるごとに不穏さを増していく。

## システム
プレイ中にはゲーム内の時間が常に経過し、昼夜の変化がある。昼夜でタルマの行動に制限はないが、家畜のヤギ、ニワトリや農作物などの状況に関係する。
バケツを持った状態でヤギから搾乳し、それをチーズに加工できる。ただし、ヤギが空腹の状態では搾乳できないため干し草を与える必要がある。また、ニワトリ小屋からは卵を1日1回採取できる。
農場の一区画を鍬で耕して種を植えることで農作物が育つ。植えた場所に水をやると翌朝に1段階成長する。
農場を訪れる行商人から、物々交換によりアイテムを入手できる。アイテムの種類は家畜、種、遺物など様々。また、前述のようにタルマ宛ての手紙が手渡される。手紙にはアイテムが付加されていることがある。
タルマの自宅では、食材を用いた料理の作成や手紙・書物の閲覧が可能。夜にベッドで眠ると翌朝まで時間が経過する。

## 評価
- 2019 Games for Change（英語版） Awards 「Best Gameplay」ノミネート[9]